# Habbáníja
Habbáníja (arabsky الحبانية‎) je město v Iráku. Nachází se v guvernorátu Anbár 80 km západně od Bagdádu. Žije v něm  obyvatel, většinu z nich tvoří sunnité. Usadili se zde také asyrští uprchlíci z Íránu.
V roce 1934 zde vznikla základna Royal Air Force. O základnu se bojovalo za anglo-irácké války v roce 1941. Britové základnu vyklidili po převratu v roce 1958, kterým se dostal k moci Abdul Karim Kásim.
Habbáníja byla významnou baštou jednotek irácké vlády bojujících proti Islámskému státu.
Město leží na pravém břehu Eufratu a nachází se nedaleko něj velké jezero, které patří k hlavním rekreačním oblastem v Iráku.